# Roger Ebert Should Lay Off the Fatty Foods
Roger Ebert Should Lay Off the Fatty Foods is de elfde aflevering van seizoen 2 van de animatieserie South Park. Deze aflevering werd voor het eerst uitgezonden in de Verenigde Staten op Comedy Central op 2 september 1998.

## Verhaal
De kinderen gaan tegen hun zin op excursie naar het planetarium. Als ze er eenmaal uitkomen, willen ze allemaal weer terug, op Cartman na, die de gehele tijd succesvol audities deed voor een Cheesy Poofs reclame. Stan en Kyle proberen uit te vogelen wat het planetarium met ze doet. Een onderdeel van de excursie blijkt een hersenspoelmachine te bevatten, zo merken ze met Kenny's offer, maar zij en vele anderen worden gevangengenomen en staan op het punt om ook gehersenspoeld te worden. Uiteindelijk komt alles goed door de antiheld Cartman, wiens dag niet meer stuk kan omdat hij de held van de dag is, én op tv is gekomen voor de Cheesy Poofs reclame, ondanks dat het enige wat hij zei: 'Lame' was.

## Kenny's dood
Kenny's hoofd explodeert doordat Kyle en Stan de intensiteit van de sterrenwachtdemonstratie opvoeren naar maximaal.